# Studenckie Koło Naukowe Prawników UMCS
Studenckie Koło Naukowe Prawników UMCS – drugie najstarsze prawnicze koło naukowe w Polsce i najstarsze koło naukowe Uniwersytetu Marii Curie-Skłodowskiej w Lublinie, działające na Wydziale Prawa i Administracji UMCS.

## Historia
Organizacja powstała w 1959 roku. Pierwszy statut zatwierdzony został pismem rektora UMCS z 15 stycznia 1959. Opiekunem SKNP został prof. Henryk Reniger, a jego zastępcą mgr, a następnie dr Wiesław Skrzydło.
Kiedy w 1965 roku prof. Henryk Reniger został prodziekanem WPiA i zrzekł się funkcji Opiekuna SKNP, jego następcą został prof. dr hab. Henryk Groszyk. Był on Opiekunem SKNP 44 lata, do śmierci w 2009 roku. W pierwszych latach tego okresu rozbudowano strukturę SKNP. Utworzono sekcje politycznoprawną i cywilistyczną, następnie karnistyczną oraz historycznoprawną. Na początku lat 80. członkowie SKNP pracowali nad uniezależnieniem kół naukowych od Socjalistycznego Związku Studentów Polskich, a także nad utworzeniem polskich struktur Europejskiego Stowarzyszenia Studentów Prawa. W związku z przemianami ustrojowymi pojawiła się konieczność opracowania nowego statutu, uchwalonego w 1994 i zatwierdzonego przez rektora w 1995 roku.
Od roku 2010 do 2023 r. Opiekunem SKNP był dr hab. Ireneusz Nowikowski prof. nadzw. UMCS. Obecnie funkcję tę sprawuje dr Mateusz Chrzanowski. W roku 2023 uchwalono czwarty statut w historii SKNP.

## Działalność Koła
Od czasu powstania na WPiA struktury instytutowej działają w Kole cztery sekcje, jako jednostki stałe, pokrywające się w swym nazewnictwie ze strukturą instytutową. Są to: Sekcja Teorii i Historii Państwa i Prawa, Sekcja Prawa Publicznego, Sekcja Prawa Cywilnego oraz Sekcja Prawa Karnego. W ramach sekcji (lub obok nich) mogą być powoływane zespoły do zadań okresowych. Takimi zespołami były grupy badawcze ds. dziejów rodziny Marii Curie-Skłodowskiej na Lubelszczyźnie oraz życia i działalności Kazimierza Mariana Wyszyńskiego.
Koło corocznie w ramach swojej działalności organizuje seminaria, konferencje i kongresy naukowe. Działalność rozszerzona jest również na wyjazdy naukowe oraz spotkania z przedstawicielami nauki i praktyki prawniczej. Od 1970 roku SKNP organizuje coroczny Środowiskowy Konkurs Krasomówczy.
Koło od roku 1998 wydaje Ars Iuridica, umieszczone na liście czasopism punktowanych MNiSW jako jedna z dwóch pozycji wydawanych przez studenckie prawnicze towarzystwa naukowe (obok Zeszytów Prawniczych TBSP UJ). SZN służą publikacji artykułów i referatów studentów, które przeważnie były przedmiotem wystąpień na konferencjach, seminariach czy sesjach naukowych. Od roku 1999 redaktorem naczelnym Zeszytów jest dr hab. Jarosław Kostrubiec, prof. UMCS.
Prace organizacji koordynuje zarząd, w skład którego wchodzi pięć osób: prezes, wiceprezes ds. naukowych, wiceprezes ds. organizacyjnych, sekretarz oraz skarbnik. Najwyższym organem SKNP jest walne zgromadzenie członków, które dokonuje wyboru członków zarządu, komisji rewizyjnej i sądu koleżeńskiego.

## Członkowie
Spośród członków SKNP pracownikami naukowymi UMCS zostali m.in.: Artur Korobowicz, Marian Klementowski, Wojciech Witkowski (w roku 1968/1969 pełnił funkcję wiceprezesa ds. naukowych), Ryszard Skubisz (w roku 1969/1970 pełnił funkcję wiceprezesa ds. naukowych), Zbigniew Hołda, Anna Przyborowska (w roku 1974/1975 pełniła funkcję sekretarza, rok później – wiceprezesa), Jerzy Stelmasiak (w roku 1974/1975 pełnił funkcję skarbnika), Ireneusz Nowikowski, Wiesław Perdeus, Andrzej Korybski, Ewa Skrzydło, Andrzej Jakubecki i Andrzej Gorgol.
Ponadto prezesami Koła byli m.in.: Teresa Liszcz, Mirosław Nazar, Jan Barcz, Antoni Hanusz, Artur Kotowski, Mirosław Granat, Piotr Sendecki (dziekan ORA w Lublinie), Wojciech Orłowski oraz Janusz Niczyporuk.